# Rugando (Kimihurura)
Rugando ist eine von drei Zellen (Verwaltungseinheiten 4. Ebene) im gleichnamigen Sektor Kimihurura des Distrikts Gasabo in der Hauptstadtprovinz Kigali von Ruanda.

## Lage
Rugando liegt auf einer Höhe von etwa 1470 m. Nachbarzellen sind im Norden Kamukina, im Osten Rukiri I, im Süden Kagina und im Westen Kimihurura.

## Sehenswürdigkeiten
Innerhalb von Rugando befindet sich das Kigali Convention Centre. Der Bau des im Juli 2016 eröffneten Kongresszentrums begann 2009 und kostete rund 300 Millionen US-Dollar. Am Parkplatz vor dem Kongresszentrum steht seit Dezember 2019 das Anti-Corruption Monument, eine 12 Meter hohe Skulptur des irakischen Künstlers Ahmed Al-Bahrani in Form einer menschlichen Hand. Im Nordwesten befindet sich der 2007 eröffnete Kimihurura Roundabout Park (ehemals Kigali Centenary Park) und das ruandische Verteidigungsministerium.

## Verkehr
Im Nordosten liegt Rugando an der Nationalstraße 3.